# بيتر وجوردون (ثنائي غناء)
بيتر وجوردون (بالإنجليزية: Peter and Gordon)‏ ثنائي غناء لموسيقى البوب، بريطاني، مؤلف من بيتر آشر (مواليد 1944) وجوردون والر (1945 - 2009)، والذين حققوا شهرة عالمية في عام 1964 بأغنيتهم المنفردة الأولى التي بيع منها مليون نسخة «عالم بلا حب A World Without Love». حقق الثنائي العديد من النجاحات اللاحقة في أمريكا في عصر الغزو البريطاني British Invasion للساحة الموسيقية بالولايات المتحدة.

## تاريخ الثنائي
كان بيتر آشر وشقيقته جين ممثلين أطفال في الخمسينيات من القرن الماضي. لعبوا دور الأشقاء في حلقة عام 1955 من المسلسل التلفزيوني مغامرات روبن هود. كانت جين آشر صديقة بول مكارتني عضو فريق البيتلز بين عامي 1963 و 1968، وسجل بيتر وجوردون عدة أغانٍ كتبها مكارتني. تضمنت تلك الأغاني:
- عالم بلا حب A World Without Love (أحتلت المركز الأول في الولايات المتحدة والمملكة المتحدة).[3]
- لا أحد أعرفه Nobody I Know (المركز 12 في الولايات المتحدة؛ والمركز 10 في المملكة المتحدة).[6]
- لا أريد أن أراك مرة أخرى I Don't Want To See You Again (المركز 16 في الولايات المتحدة، ولم تظهر في المملكة المتحدة).[7]
- امرأة Woman[8] (ومع هذه الأغنية استخدم مكارتني الاسم المستعار برنارد ويب Bernard Webb لمعرفة ما إذا كان بإمكانه الحصول على أغنية ناجحة بدون إرفاق اسمه، كما ذكر في الولايات المتحدة ان الملحن هو «أ. سميث». وصعدت الأغنية إلى المرتبة 14 في الولايات المتحدة والمرتبة 28 على قائمة الفردي في المملكة المتحدة في عام 1966).[9]

كان آخر نجاح للثنائي في المملكة المتحدة في أواخر عام 1966 بأغنية «السيدة جوديفا Lady Godiva» والتي وصلت إلى المركز 16 هناك (والمركز السادس في الولايات المتحدة)، بينما استمر نجاحهما حتى عام 1967 في الولايات المتحدة، بأغنية «فارس في درع صدئ Knight in Rusty Armour» و «الأحد للشاي Sunday for Tea».
اتجه بيتر آشر فيما بعد للعمل في إدارة استوديوهات شركات التسجيلات.
اجتمع بيتر وجوردون في أغسطس 2005، على خشبة المسرح للمرة الأولى منذ أكثر من 30 عامًا، كجزء من حفلتين موسيقيتين تكريما لمايك سميث عضو فريق «ديف كلارك 5» في مدينة نيويورك. تبع ذلك حفلات موسيقية كاملة في مهرجان المعجبين بفريق البيتلز. سمع بول مكارتني عن عروض لم الشمل وأرسل رسالة تهنئة على لم شملهم.
أستمر الثنائي في تقديم العروض حتى رحل جوردون بأزمة قلبية في عام 2009 عن عمر 64 عام.